# L'angolo rosso - Colpevole fino a prova contraria
L'angolo rosso - Colpevole fino a prova contraria (Red Corner) è un film del 1997 diretto da Jon Avnet, con protagonista Richard Gere.

## Trama
Jack Moore è un facoltoso avvocato che lavora per una rete televisiva come consulente. I suoi affari lo portano a Pechino dove, dopo una notte passata con una donna, viene svegliato bruscamente dalla polizia cinese e trova la donna priva di vita in un lago di sangue. Arrestato, Moore dovrà battersi contro il sistema giudiziario cinese, che di democratico ha ben poco, per dimostrare la sua innocenza, abbandonato al suo destino dal governo degli Stati Uniti, che non vuole incrinare i rapporti tra i due stati. L'unica che lo aiuterà credendo nella sua innocenza è Shen Yuelin, avvocatessa d'ufficio nominata dal tribunale.

## Produzione
Il film è stato girato in prevalenza a Los Angeles dove è stato ricostruito un intero quartiere di Pechino. Per mantenere una verosimiglianza visibile, sono stati inseriti anche due minuti di riprese dalla Cina. Anche molti attori di Pechino sono stati portati negli Stati Uniti come comparse. Le scene nel tribunale sono state ricreate secondo le descrizioni degli avvocati e dei giudici che esercitavano in Cina e il video che mostra l'esecuzione di prigionieri cinesi è stata una reale esecuzione. Le persone che hanno fornito il video e le descrizioni dei tribunali cinesi hanno però assunto un rischio notevole.

## Accoglienza
Il film ha ricevuto recensioni leggermente negative da parte della critica.
Il sito Rotten Tomatoes ha dato al film un punteggio positivo del 32% basato su 22 recensioni e un indice di ascolto positivo del 49% sulla base di 7795 recensioni.

## Riconoscimenti
- 1997 - National Board of Review Awards
  - Premio Libertà di espressione a Richard Gere e Jon Avnet
  - Miglior performance rivelazione femminile a Bai Ling
- 1997 -  San Diego Film Critics Society Awards 
  - Miglior attrice a Bai Ling

## Distribuzione
Il film, distribuito dalla Metro-Goldwyn-Mayer, è stato distribuito nelle sale statunitensi a partire dal 31 ottobre del 1997.

### Divieti
Negli Stati Uniti, il film è stato vietato ai minori per la presenza di violenza e scene erotiche. Nella Repubblica Popolare Cinese, la proiezione del film è stata vietata per motivi politici.

## Curiosità
- A causa della delicata tematica, la pellicola ha creato non pochi imbarazzi tra Cina e Stati Uniti.